# Две тысячи песен Фариды
«Две тысячи песен Фариды» (узб. Faridaning ikki ming qoʻshigʻi) — драма 2020 года узбекского режиссера Ёлкина Туйчиева. Фильм снят по заказу Агентства кинематографии Узбекистана при участии мультиплатформенной компании Fox Music Cinema. Картина была выбрана в качестве заявки от Узбекистана на премию «Оскар» в номинации «Лучший художественный фильм на иностранном языке», а также представлена на «Золотом глобусе».

## Съемки и премьера фильма
По словам Туйчиева, на съемки фильма он вдохновлялся «негативным опытом», основанным на просмотре картин коллег центральноазиатского кинематографа, в частности из Ирана, которые «спекулируют культурой», а героев изображают жертвами. Режиссер решил пойти другим путем — путем западного кинематографа — и «взглянуть на ситуацию в целом». В фильме используются длинные дубли, демонстрирующие сухой сельский пейзаж у дома героев, где происходит все действие, а музыкальное сопровождение рассматривается как полноценная часть картины. Как такового кастинга актеров не было, Туйчиев заранее знал, кто сыграет в его фильме, за исключением Комила. Как отметил режиссер, «в Узбекистане мало стройных актеров», каким он видел одного из главных героев. В итоге выбор пал на Бахрама Матчанова, который как раз приехал в Ташкент из США. Мировая премьера фильма состоялась на кинофестивале в Аделаиде 17 октября 2020 года. Премьера в Узбекистане — 18 декабря 2020 года.

## Сюжет
Действие фильма разворачивается во времена начала гражданской войны в Российской империи. В Центральной Азии с опаской ждут новую власть большевиков. Отставной генерал Комил (Бахрам Матчанов) живет с тремя женами — Хушией, Робией и Махфират — в одном из горных сел Туркестана и не слишком переживает о политических реформах. Гораздо больше его волнует то, что у него нет наследника. Комил решает жениться еще раз — на образованной девушке из хорошей семьи Фариде, которую отдают замуж насильно. Появление еще одной женщины в доме приводит к распрям среди жен. Фарида продолжает переписываться со своим возлюбленным из прошлой жизни. Об этом узнает одна из жен.
В свою очередь Робия ревнует мужа к Фариде. Фарида узнает, что недалеко от села, в горной пещере, прикованной цепью, живет ещё одна, первая жена Комила Хайринисо, которой Махфират носит еду каждый день. Робия рассказывает Фариде, что Хайринисо оказалась на цепи из-за конфликта с ней. Позже выясняется, что Фарида беременна. Робия из ревности нападает на Фариду, за что Комил пытается задушить Робию. Комил узнает, что Фарида беременна не от него. Накаляется и политическая ситуация. Робия уходит к «красным», которые уже приближаются к селу. Комил отправляет Фариду и Махфират подальше от села, чтобы спасти, а сам решает вернуться к Хайринисо. Он приходит в пещеру и отстегивает жену от цепи. Между тем, в село вместе с отрядом «красных» возвращается Робия, чтобы расквитаться с мужем.

## В ролях
| Актер               | Роль           |
| ------------------- | -------------- |
| Маржона Улжаева     | Фарида         |
| Бахрам Матчанов     | Комил          |
| Юлдуз Раджабова     | Робия          |
| Санобар Хакназарова | Махфират       |
| Нодира Ходжакулиева | Хайринисо      |
| Эгамберди Рахимов   | Ханский офицер |
| Игорь Бухаидзе      | «Белый» офицер |

## Награды и премии
Фильм дважды выдвигался на премию «Оскар» от Узбекистана в номинации «Лучший фильм на иностранном языке», поскольку в 2020 году картина была исключена из лонг-листа в связи с нарушением в подаче заявки. В 2021 году фильм в лонг-лист был включен.
В 2020 году фильм стал победителем в номинации «Лучшая полнометражная картина» на 2-м Международном фестивале «Московская Премьера».
В 2021 году фильм стал лауреатом премии «Снежный барс» на пятом ежегодном Всемирном фестивале азиатского кино Аsian World Film Festival в Лос-Анджелесе.
Также в 2021 году фильм получил Специальный приз жюри кинофестиваля «Евразийский мост» (Россия, Ялта).